# Толбой

Толбой і грот бермудського шлюпа

Толбой (англ. Tall Boy — «довготелесий хлопець»), також підспінакерний стаксель (підспінакерник) — вузьке додаткове крилоподібне вітрило, забезпечене латами і сталевим ліктросом по передній шкаторині.
Застосовувався на перегонових яхтах 1970-1980-х років. Призначався для постановки в передньому трикутнику спільно зі спінакером для згладжування потоку повітря на підвітряній стороні грота. служив для зменшення завихрень, що утворюються в цій зоні. Галсовий кут толбоя кріпився приблизно на середині відстані від п'яртнерса щогли до основи штага. Для переміщення галсового кута в поперечному напрямку обладнувався радіусним погоном.
Зі зміною правил IOR, а також появою нових матеріалів толбой був визнаний занадто складним у використовуванні і дорогим, і яхти перестали ним споряджати. У XXI столітті зберігся тільки в комплекті вітрил деяких, перероблених у крейсерські, яхт.